# Sozietätsgeschichte
Die Sozietätsgeschichte behandelt als Teil der Kommunikationsgeschichte historische Personenverbünde und Netzwerke, insbesondere die Geheimbünde, Orden, (politische) Clubs und Vereine und andere vor allem im 18. Jahrhundert auftauchende überständische, vorwiegend bürgerliche, auf Austausch und Kommunikation ausgerichtete Organisationen und allgemein Formen der Vergesellschaftung. Hier gehören vor allem die arkanen Sozietäten der Freimaurer, Illuminaten und der Gold- und Rosenkreuzer und deren Verflechtungen zu den Gegenständen der Forschung, aber auch nicht-arkane Sozietäten, zum Beispiel gelehrte und studentische Organisationen.
Sozietätsgeschichte als Forschungszweig begann sich in den 1970er und 1980er Jahren zu formieren, damals vor allem unter sozialgeschichtlichen Gesichtspunkten und häufig mit sozialstatistischen Mitteln bemüht, Verflechtungen und Profile historischer Assoziationen zu ermitteln und zu quantifizieren. Inzwischen bemüht man sich mehr um eine Betrachtung mit kommunikationsgeschichtlichem Ansatz, entsprechend einer Sichtweise, welche die Aufklärung insgesamt als Kommunikationsprozeß zu begreifen sucht, wie sie sich in einem programmatischen Aufsatz von Hans Erich Bödeker von 1988 formulierte.
Der in der Sozietätsforschung verwendete zentrale Begriff der Sozietät dient dabei als übergreifende Klammer, die verschiedene Ausprägungen von Merkmalen wie etwa arkan / offen, esoterisch / rational oder verschiedene Ausprägungsgrade von Strukturierung und Hierarchisierung zusammenfasst und derart oft unangemessene Betonung einzelner Merkmale zu vermeiden hilft. Beispielsweise offenbaren genauere Untersuchungen, dass manche Zuordnung moderne, nachträgliche Konstruktion und im Konkreten nicht haltbar ist, zum Beispiel wenn anhand der Gesellschaft Naturforschender Freunde zu Berlin aufgezeigt wird, wie stark und unauflöslich naturwissenschaftliche Erkenntnis und esoterisches Weltverständnis, arkane und nichtarkane Gesellschaftsengagements seinerzeit sich ineinander verschränkten.
Einen wesentlichen Beitrag hat die Sozietätsforschung auch dabei geleistet, die zeitweise dominierende Kategorisierung von Illuminaten als „aufklärerisch“ und Rosenkreuzern als deren „anti-aufklärerisches“ Gegenstück stark zu relativieren.